# Lehtisaari (ö i Finland, Norra Österbotten, Nivala-Haapajärvi, lat 63,60, long 24,92)
Lehtisaari är en ö i Finland. Den ligger i sjön Vuohtajärvi och i kommunen Reisjärvi i den ekonomiska regionen  Nivala-Haapajärvi ekonomiska region  och landskapet Norra Österbotten, i den centrala delen av landet, 400 km norr om huvudstaden Helsingfors. Öns area är 1,4 hektar och dess största längd är 190 meter i sydöst-nordvästlig riktning.